# Publius Postumius Acilianus
Publius Postumius Acilianus (vollständige Namensform Publius Postumius Auli filius Papiria Acilianus) war ein im 1. und 2. Jahrhundert n. Chr. lebender Angehöriger der römischen Armee. Durch eine Inschrift, die in Corduba gefunden wurde, ist seine Laufbahn bekannt.
Acilianus war zunächst Kommandeur (Präfekt) einer Cohors II Hispanorum. Im Anschluss war er Primus Pilus in der Legio XII Fulminata, die ihr Hauptlager in Melitene in der Provinz Cappadocia hatte. Nach seiner militärischen Karriere wurde er zunächst procurator in der Provinz Achaea und im Anschluss wahrscheinlich procurator in der Provinz Baetica; die beiden Posten waren mit einem Jahreseinkommen von 100.000 (bzw. 200.000) Sesterzen verbunden.
Acilianus war in der Tribus Papiria eingeschrieben. Er war vermutlich der Großvater von Paulus Postumius Acilianus.
Die Inschrift wird bei der Epigraphik-Datenbank Clauss-Slaby auf 96/117 datiert.

## Cohors II Hispanorum
Die Lesung der Epigraphik-Datenbank Clauss-Slaby (EDCS) ist [p]raef(ectus) cohort(is) II Hi[sp(anorum) m]iliar(iae) [eq]uit(atae). Margaret M. Roxan und Michael Alexander Speidel ordnen Acilianus der Cohors II Hispanorum zu, die in der Provinz Galatia et Cappadocia stationiert war. John Spaul und die RAH ordnen ihn dagegen der Cohors II Hispanorum zu, die in der Provinz Mauretania Tingitana stationiert war.